# Легостаев, Константин Валерьевич
Константи́н Вале́рьевич Легоста́ев (род. 15 февраля 1976, Ленинград) — российский певец, композитор и актёр.

## Биография

### Ранние годы
Родился 15 февраля 1976 года в Ленинграде, детство провёл в городе Отрадное. Окончил школу №3, срочную службу проходил в войсках ПВО. Выпускник Санкт-Петербургского государственного университета кино и телевидения и актёрского факультета ВГИК имени С. А. Герасимова (2009). Лауреат Гран-При фестиваля «Таланты и поклонники» 1999 года и Гран-При фестиваля «Кумиры XXI века».

### Начало карьеры. Фабрика звёзд
Первую песню «Ждать и петь» Константин написал в 1996 году для группы «Гости из будущего» и выпустил сингл на эту песню в 2001 году. Песня попала в чарты ведущих радиостанций и музыкальных телеканалов страны. Эта композиция стала первой для «Гостей», авторами которой они не являлись. В 2003 году выступил с солисткой группы Евой Польной на концерте «Бомба года-2003», исполнив «Ждать и петь», в том же году в ротацию Русского радио вошли песни Легостаева «Ни о чём не думал Бог» и «Школьная».
В 2004 году участвовал в телевизионном проекте Первого канала «Фабрика звёзд-5». На проекте прославился благодаря песням «Под одним одеялом», «Колыбельная», «Расскажи, как...», «Только нам», «Школьная». В рамках отчётных концертов выступал с Евой Польной, группой Би-2 и Николаем Носковым.

### После Фабрики звёзд
После гастрольного тура Легостаев расторг контракт с продюсерским центром Максима Фадеева и занялся сольной карьерой. В 2007—2011 годах был фронтменом поп-рок-группы DЕЛЬТА, записавшей песню «Опасен, но свободен» — песня стала саундтреком к фильму «Особо опасен» Тимура Бекмамбетова, вошла в хит-парад радиостанции Europa Plus и исполнялась в 2009 году на фестивале EUROPA PLUS LIVE в Санкт-Петербурге. Легостаев также снялся в ролике «Бунт менеджера в офисе», снятом специально к фильму «Особо опасен», и сыграл в ролике главную роль.
В 2009 году за песню «Расскажи, как...», исполненную Лолитой Милявской, Легостаев был удостоен премии «Песня года». В 2011 году выпустил сольный альбом «Под одним одеялом». В настоящее время Легостаев занимается написанием песен для звёзд российской и украинской эстрады. Известен как автор следующих композиций:
- Таисия Повалий — «Только мой»[18] (песня с альбома «За тобой»)
- Ани Лорак — «Жизнь отдам»[15][19]
- Дмитрий Колдун — «С дождями»[20]
- Гела Гуралиа[15] — «Ты знаешь»[21]
- Николай Басков[1] — «Маме»[22]

В ротации телеканалов Муз ТВ и MusBox были клипы на песни Легостаева «Питер», «Мечтаем», «Я прилечу к тебе» и «Не матерись». В 2014 году начал концертную программу «Априори» вместе с певцом Паскалем.

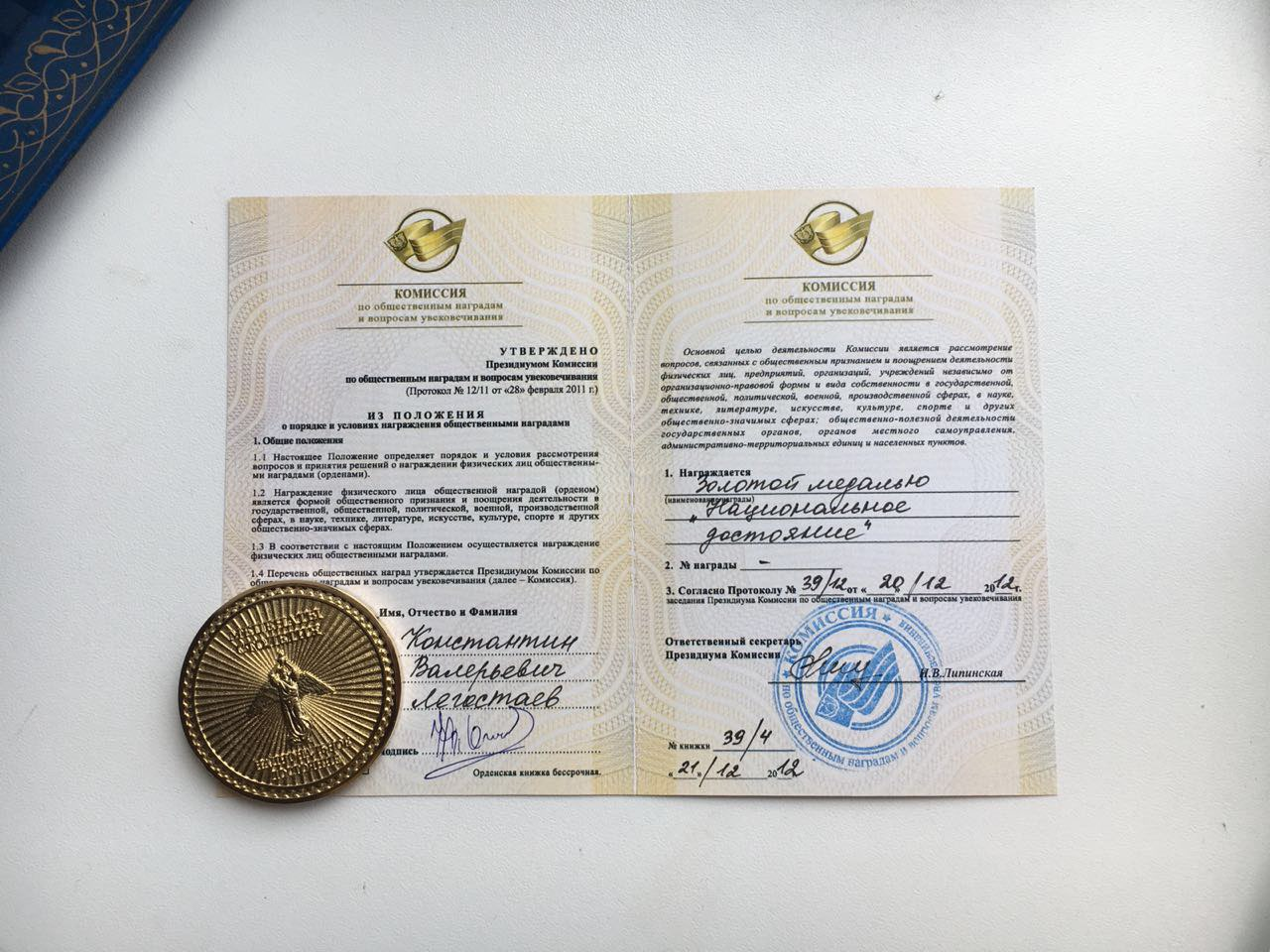

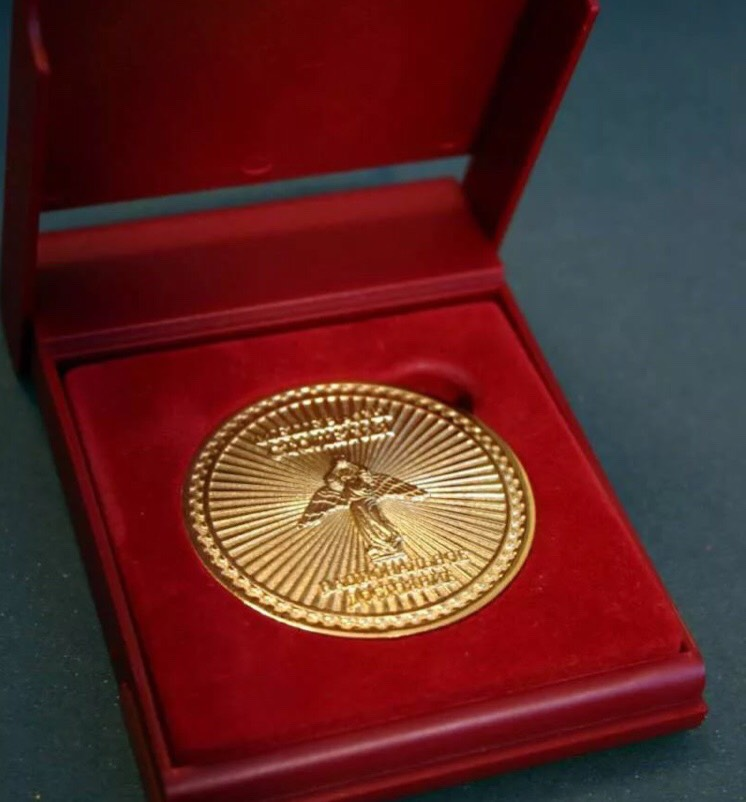

Член жюри различных музыкальных фестивалей, участник концертных программ Санкт-Петербурга и России. В 2012 году награждён Золотой медалью «Национальное достояние» некоммерческой организации благотворительного фонда «Национальное достояние».

### Саундтреки
Легостаев — автор и исполнитель саундтреков к следующим фильмам и телесериалам:
- «Игра» (песня Его выбор сделан)[30][31]
- «Карпов», «Карпов-2» и «Бессонница» (песня Забудь свой ад)[32][33]
- «Три Звезды» (песня Отдай небу всё)[34]
- «Прощание» (песня Я люблю)[35]
- «Неродная» (песня Револьвер)

## Дискография

### Альбомы
- 2012 — Под одним одеялом

### Синглы
- 2011 — На заре!
- 2013 — Мечтаем (feat. Паскаль)[36]
- 2015 — Время любить (feat. Лолита Милявская)[37]